# Ilka Štuhec
Ilka Štuhec, née le 26 octobre 1990 à Slovenj Gradec, est une skieuse alpine slovène, double championne du monde de descente en 2017 à Saint-Moritz et en 2019 à Are. Elle remporte le globe de cristal en descente et en combiné lors de la coupe du monde de ski alpin 2016-2017 où elle signe ses sept premières victoires (4 en descente, 2 en Super-G, 1 en combiné). Après une saison blanche consécutive à une grave blessure au genou, qui l'oblige notamment à rater les Jeux de PyeongChang 2018, elle revient en Coupe du monde l'hiver suivant et renoue avec la victoire les 18 et 19 décembre 2018 en remportant la descente et le Super-G de Val Gardena, avant de conserver son titre mondial de la descente, un exploit qui n'avait pas été réalisé depuis Maria Walliser en 1987 et 1989. Après une nouvelle blessure, il lui faut plus de quatre ans (1494 jours) pour s'imposer de nouveau en Coupe du monde.

## Biographie
Elle participe à des compétitions de la FIS à partir de 2005 et à la Coupe du monde dès 2007. Sa polyvalence s'exprime lorsqu'elle remporte le titre de championne du monde junior du slalom en 2007 et de la descente en 2008.
À la suite d'une chute en 2008, elle a souffert de plusieurs blessures ne faisant son retour à la compétition qu'en 2011. Son meilleur résultat est alors une 4e place obtenue lors du super G de Beaver Creek en novembre 2013.
Elle participe en 2014 aux Jeux olympiques de Sotchi où elle se classe notamment dixième de la descente.
Pendant la saison 2016-2017, Štuhec révèle enfin son plein potentiel : elle remporte coup sur coup les deux descentes de Lake Louise les 2 et 3 décembre et, le 16, elle gagne également le combiné de Val d'Isère où, malgré son profil de skieuse de vitesse, elle parvient à devancer les spécialistes des épreuves techniques pour conserver son avantage acquis pendant la descente. Inarrêtable en ce début de saison, elle s'impose le lendemain lors de la troisième descente de la saison. Durant le reste de la saison, elle signe aussi ses deux premières victoires en Super G et s'impose également en combiné; En tête du classement général de la descente et grande favorite des mondiaux de Saint-Moritz, elle confirme son statut en remportant le titre devant Stephanie Venier et Lindsey Vonn. Lors des finales de la Coupe du monde à Aspen, elle remporte sa quatrième victoire de la saison en descente et remporte le petit globe de la discipline. Elle s'adjuge également celui du combiné.
En octobre 2017, quelques jours avant le début de la saison à Sölden, Ilka Štuhec se blesse à l'entraînement (rupture des ligaments croisés d'un genou), ce qui entraîne son forfait pour les Jeux olympiques d'hiver de Pyeongchang et pour la totalité de la Coupe du monde 2017-2018.  Ilka Štuhec fait son retour en Coupe du monde pour disputer la saison 2018-2019. Pour ses courses de reprise, elle se classe 6e puis 14e  des deux descentes de Lake Louise, puis renoue avec la victoire dans celle de Val Gardena le 18 décembre avant de remporter le lendemain le Super G sur la même piste avec une avance de 5/100e de seconde sur Tina Weirather et Nicole Schmidhofer, co-deuxièmes. Il s'agit du neuvième succès de sa carrière.
Lors des championnats du monde à Åre, Ilka Štuhec commence par se classer 8e du Super G remporté par Mikaela Shiffrin. Cinq jours plus tard, dans une descente dont le départ sur la piste Strecke est abaissé et qui constitue donc un véritable "sprint", elle parvient à conserver le titre remporté à Saint-Moritz en 2017 un exploit dans la discipline qui n'avait plus été réalisé depuis Maria Walliser en 1987 et 1989. En tête à tous les chronos intermédiaires, elle devance en 1 min 01 s 74  Corinne Suter de 23/100e de seconde, et Lindsey Vonn dont c'est le dernier départ, de 49/100e. Pour se rendre à Åre juste après la slalom de Maribor disputé le 2 février, elle a affrété un jet privé grâce à ses partenaires, qui a décollé de l'aéroport de Ljubljana, invitant à bord ses amies  et rivales sur la piste Wendy Holdener, Mikaela Shiffrin et Federica Brignone.  
Ilka Štuhec est victime d'une déchirure des ligaments croisés du genou gauche, en chutant dans la descente de Crans Montana le 23 février 2019, ce qui met un terme à sa saison. La même blessure  lui avait fait manquer la saison 2017-2018 et les Jeux olympiques de PyeongChang. Il lui faut par la suite du temps à pour qu'elle retrouve son meilleur niveau, ce qui se produit durant l'hiver 2022-2023 avec une deuxième place dans la descente de Saint-Moritz le 17 décembre, puis le 20 janvier, une autre deuxième place dans la première descente de Cortina d'Ampezzo, avant de s'imposer lendemain sur l'Olympia Delle Tofane, sa première victoire en Coupe du monde depuis 1494 jours, à Val Gardena le 19 décembre 2018.

## Palmarès

### Jeux olympiques
| Épreuve / Édition | Sotchi 2014 |
| Descente          | 10e         |
| Super G           | 27e         |
| Slalom géant      | 31e         |
| Slalom            | -           |
| Super combiné     | Abandon     |

### Championnats du monde
| Épreuve / Édition | Schladming 2013 | Vail 2015 | Saint-Moritz 2017 | Are 2019 | Cortina 2021 | Courchevel-Méribel 2023 |
| Descente          | 19e             | 20e       | Or                | Or       | 14e          | 6e                      |
| Super G           | 6e              | 17e       | 11e               | 8e       | 25e          | 12e                     |
| Slalom géant      | 32e             | 25e       | Abandon           | -        | -            | -                       |
| Super combiné     | Abandon         | 7e        | Abandon           | -        | -            | -                       |

### Coupe du monde
- Meilleur classement général : 2e en 2017.
- 2 petits globes de cristal :
  - Vainqueur du classement de la descente en 2017.
  - Vainqueur du classement du combiné en 2017.
- 22 podiums dont 11 victoires.

#### Différents classements en Coupe du monde
| Année/Classement | Année/Classement | Général | Général | Descente | Descente | Super G | Super G | Slalom géant | Slalom géant | Slalom | Slalom | Combiné | Combiné |
| ---------------- | ---------------- | ------- | ------- | -------- | -------- | ------- | ------- | ------------ | ------------ | ------ | ------ | ------- | ------- |
| Année/Classement | Année/Classement | Class.  | Points  | Class.   | Points   | Class.  | Points  | Class.       | Points       | Class. | Points | Class.  | Points  |
| 2008             | 2008             | 89e     | 31      | 44e      | 9        | -       | -       | -            | -            | -      | -      | 26e     | 22      |
| 2012             | 2012             | 81e     | 56      | 27e      | 56       | -       | -       | -            | -            | -      | -      | -       | -       |
| 2013             | 2013             | 59e     | 115     | 25e      | 64       | 36e     | 18      | -            | -            | -      | -      | 15e     | 33      |
| 2014             | 2014             | 44e     | 155     | 28e      | 61       | 17e     | 86      | 47e          | 8            | -      | -      | -       | -       |
| 2015             | 2015             | 41e     | 157     | 22e      | 105      | 28e     | 52      | -            | -            | -      | -      | -       | -       |
| 2016             | 2016             | 33e     | 303     | 25e      | 96       | 12e     | 183     | -            | -            | -      | -      | 29e     | 24      |
| 2017             | 2017             | 2e      | 1325    | 1re      | 597      | 2e      | 430     | 34e          | 32           | 35e    | 26     | 1re     | 240     |
| 2019             | 2019             | 10e     | 507     | 4e       | 343      | 11e     | 153     | 46e          | 11           | -      | -      | -       | -       |
| 2020             | 2020             | 32e     | 215     | 15e      | 167      | 28e     | 48      | -            | -            | -      | -      | -       | -       |
| 2021             | 2021             | 42e     | 161     | 14e      | 145      | 40e     | 16      | -            | -            | -      | -      | -       | -       |
| 2022             | 2022             | 53e     | 138     | 21e      | 138      | -       | -       | -            | -            | -      | -      | -       | -       |
| 2023             | 2023             | 11e     | 602     | 2e       | 551      | 30e     | 51      | -            | -            | -      | -      | -       | -       |
| 2024             | 2024             | 29e     | 302     | 8e       | 242      | 26e     | 60      | -            | -            | -      | -      | -       | -       |

#### Détail des victoires
| Année     | Descente                            | Super G                         | Combiné     | Total |
| 2016-2017 | Lake Louise (x 2) Val d'Isère Aspen | Cortina d'Ampezzo Crans-Montana | Val d'Isère | 7     |
| 2018-2019 | Val Gardena                         | Val Gardena                     |             | 2     |
| 2022-2023 | Cortina d'Ampezzo Soldeu            |                                 |             | 2     |
| Total     | 7                                   | 3                               | 1           | 11    |

### Championnats du monde junior
La slovène a obtenu deux titres de championne du monde dans la catégorie junior, en slalom à Flachau en 2007 puis en descente à Formigal en 2008.

### Coupe d'Europe
- 2 victoires (1 en slalom géant, 1 en descente).

### Autres
Elle a obtenu huit titres nationaux chez les seniors (2 en descente, 3 en super G, 1 en slalom géant, 1 en slalom et 1 en super combiné).